# Elizabeth Islands
Les Elizabeth Islands (de l'anglais signifiant « Îles Elizabeth ») est un archipel de petites îles d'un total de 34,55 km2 situé au sud de la presqu'île du cap Cod, dans l'État du Massachusetts aux États-Unis.
L'archipel compte une douzaine d'îles qui s'étendent entre la côte et l'île de Martha's Vineyard, au sud-ouest de Falmouth. Toutes, à l'exception de deux d'entre elles (Cuttyhunk et Penikese), sont la propriété de la famille Forbes.

## Histoire
Les îles, qui ont appartenu à l'Empire britannique, ont pris le nom de la reine Élisabeth Ire d'Angleterre. En 1641, Thomas Mayhew de Watertown a acheté les îles (avec Nantucket et Martha's Vineyard) à William Alexander, Earl of Sterling.

## Les îles
- Nonamesset Island, la plus proche des terres
- Veckatimest, une petite île,
- Uncatena Island, une île inhabitée,
- Naushon Island, la plus grande des îles. Détenue par le Forbes' Naushon Island Trust, elle n'est en principe pas accessible au public.
- Les Weepecket Islands, trois petites îles ouvertes au public,
- Pasque Island, assez longue, couverte de sumac grimpant,
- Nashawena Island, toute en longueur, elle accueille du bétail,
- Penikese, au nord de Nashawena et Cuttyhunk.  Elle est détenue par le Commonwealth of Massachusetts.
- Cuttyhunk, la plus à l'ouest de l'archipel, elle accueille l'essentiel de la population des îles.